# Legii
Legii – wieś w Rumunii, w okręgu Kluż, w gminie Geaca. W 2011 roku liczyła 173 mieszkańców.